# 시모조 마사오
시모조 마사오(일본어: 下條 正男, 1950년~)는 일본의 역사학자이다. 다쿠쇼쿠 대학 국제학부 교수, 다케시마 문제 연구회 좌장을 맡고 있다. 독도에 관한 연구로 알려져 있다.

## 약력
일본 나가노현 출신으로 고쿠가쿠인 대학 대학원 박사과정 수료했다. 1981년 한국에 와서 상명여자대학교 사범대학 일어일문학과 교원, 삼성종합연수원 주임강사, 한남대학교 강사, 시립인천대학교 객원교수를 거쳐 1998년 일본으로 귀국함. 1999년 다쿠쇼쿠 대학 국제개발연구소 교수, 2000년 다쿠쇼쿠 대학 국제개발학부 아시아태평양학과 교수. 전공은 일본사이다.